# Мариупольский могильник
Мариупольский могильник (укр. Маріюпільський могильник) — могильник, который был обнаружен на левом берегу Кальмиуса, на окраине Мариуполя при строительстве завода «Азовсталь». Датируется 3-м тысячелетием до нашей эры (энеолит) и принадлежит мариупольской (нижнедонской) культуре.
Могильник обнаружил работник Новотрубного завода Г. Ф. Кравец. С 10 августа по 15 октября 1930 года Николай Емельянович Макаренко производил здесь раскопки.
В могильнике обнаружены захоронения скотоводов, что видно по украшениям из клыков кабана, зубов и костей животных, раковин. Также были найдены каменные орудия труда, каменные навершия булав, керамика, погребальный инвентарь, бусы, в том числе в виде полумесяца, предположительно игравшие роль денег, погребальные саваны.
Захоронения находились в могилах длиной 28 метров и шириной около 2 метров. Всего найдено 122 погребения. Скелеты расположены в вытянутом положении, примерно половина из них засыпана красной охрой.
На керамической посуде ученые увидели орнаментальный рисунок, который был неизменный во всех захоронениях от Днепра до Дона. У людей, захороненных в Мариупольском могильнике была развита религиозная система (существовали амулеты, фигурки быков-фетишей, булавы, близкое расположение к реке, по которой, по многим верованиям, души мёртвых отправлялись в иной мир). Среди находок — 2 вырезанные фигурки быка — образцы реалистического искусства, перламутровые бусы, нашивки для одежды из клыков кабана, пряслице (орудие ткачества). Останки принадлежали людям большой европеоидной расы, имевшим большой рост (172—174 см), очень длинные ноги, массивный скелет. Из археологических данных известно, что часть населения нижнедонской культуры около 5100 года до н. э. под давлением засушливого климата ушла в Западное Приазовье и поселилась рядом с племенами сурской культуры. В результате их взаимодействия появилась новая культура — азово-днепровская (5100 — 4350 до н. э.).
Кроме Мариупольского могильника неолитическими стоянками в Приазовье являются: Раздорское, Самсоново, Ракушечный Яр, 5 погребений на хуторе Каратаево (Ростов-на-Дону).